# Cloeon rubromaculata
Cloeon rubromaculata is een haft uit de familie Baetidae. De wetenschappelijke naam van de soort is voor het eerst geldig gepubliceerd in 2002 door Su & Zhou.
De soort komt voor in het Palearctisch gebied.